# Moscow (Maine)
Moscow – miasto w Stanach Zjednoczonych, w stanie Maine, w hrabstwie Somerset.